# 潘叔直
潘叔直（越南语：／，1808年—1852年），初名潘養浩（越南语：／），字叔直，以字行。越南阮朝官員、作家。

## 生平
潘叔直是乂安省演州府東城縣雲岫總雲岫社（今屬乂安省安城縣慶城社）人，嘉隆七年（1808年）出生。父親潘宇值生在黎末，隱居講學。潘叔直小時候就跟隨父親學習，博覽群書，名聲大噪。但他多次參加鄉試，都未能考中。後以秀才充貢，補國子監生。紹治七年（1847年），考中第一甲進士及第第三名，是該科庭元。授翰林院著作。嗣德元年（1848年），欽賜入閣，授集賢院侍講，充經筵起居注。潘叔直所作應制詩文屢受嗣德帝稱讚褒獎。嗣德四年（1851年），潘叔直奉詔前往北圻搜尋前朝書籍，第二年回到清化，不久因病去世。嗣德帝追授其為侍講學士。
潘叔直家鄉錦江一帶經常發水災，百姓不能按時耕種。潘叔直做官後捐資開渠，使百姓安居樂業，為人稱道。

## 著作
潘叔直著作頗豐。
- 《演州府志》
- 《國史遺編》
- 《錦亭詩選》
- 《效顰詩集》
- 《北行詩草》
- 《南行詩草》
- 《四方蘭譜》

## 家庭
幼子潘叔永生于潘叔直去世当年，成泰十二年（1900年）虚岁四十九，考中承天场举人。